# Єнс Ларсен
Єнс Ларсен (дан. Jens Stryger Larsen, нар. 21 лютого 1991, Сакскебінг) — данський футболіст, півзахисник, захисник шведського клубу «Мальме» і національної збірної Данії.

## Клубна кар'єра
Народився 21 лютого 1991 року в місті Сакскебінг. Вихованець юнацьких команд футбольних клубів «Фрем» та «Рінгстед», звідки він прибув до «Брондбю». У червні 2009 року він був включений до першої команди цього клубу, а 1 листопада він дебютував в матчі проти «Нордшелланда» (1:0). У березні 2010 року він продовжив контракт з клубом до літа 2013 року, по завершенні якого у червні 2013 року Ларсен покинув клуб. Загалом у команді він провів чотири сезони, взявши участь у 106 матчах чемпіонату.
У липні 2013 року підписав трирічний контракт з «Нордшелландом», де провів лише один сезон і у червні 2014 року підписав дворічний контракт з «Аустрією» (Відень) з можливістю продовжити ще на два. Відіграв за віденську команду наступні три сезони ігрової кар'єри. Виступаючи у складі віденської «Аустрії», також здебільшого виходив на поле в основному складі команди.
24 серпня 2017 року перейшов у італійське «Удінезе». Відразу ж став гравцем основного складу команди з Удіне. Протягом п'яти сезонів відіграв за неї 152 матчі в усі турнірах.
Влітку 2022 року на правах вільного агента уклав трирічний контракт з турецьким «Трабзонспором».

## Виступи за збірні
2007 року дебютував у складі юнацької збірної Данії, взяв участь у 38 іграх на юнацькому рівні, відзначившись 7 забитими голами.
Протягом 2010—2011 років залучався до складу молодіжної збірної Данії. На молодіжному рівні зіграв у 7 офіційних матчах.
31 серпня 2016 року дебютував в офіційних матчах у складі національної збірної Данії у товариському матчі проти Ліхтенштейну (5:0), в якому і забив свій перший гол за збірну.
У складі збірної був учасником чемпіонату світу 2018 року у Росії, а також чемпіонату Європи 2020 року, в якому взяв участь у всіх шести поєдинках данців, тричі вийшовши на поле в основному складі.
| Дата       | Місто          | Господарі         | Результат  | Гості                | Турнір                               | Голи | Примітки  |
| ---------- | -------------- | ----------------- | ---------- | -------------------- | ------------------------------------ | ---- | --------- |
| 31-8-2016  | Горсенс        | Данія             | 5 – 0      | Ліхтенштейн          | товариський матч                     | 1    | 65'       |
| 15-11-2016 | Млада Болеслав | Чехія             | 1 – 1      | Данія                | товариський матч                     | -    |           |
| 6-6-2017   | Брондбю        | Данія             | 1 – 1      | Німеччина            | товариський матч                     | -    |           |
| 10-6-2017  | Нур-Султан     | Казахстан         | 1 – 3      | Данія                | Відбір до ЧС 2018                    | -    | 82'       |
| 1-9-2017   | Копенгаген     | Данія             | 4 – 0      | Польща               | Відбір до ЧС 2018                    | -    |           |
| 4-9-2017   | Єреван         | Вірменія          | 1 – 4      | Данія                | Відбір до ЧС 2018                    | -    |           |
| 5-10-2017  | Подгориця      | Чорногорія        | 0 – 1      | Данія                | Відбір до ЧС 2018                    | -    | 43'       |
| 11-11-2017 | Копенгаген     | Данія             | 0 – 0      | Ірландія             | Відбір до ЧС 2018                    | -    |           |
| 14-11-2017 | Дублін         | Ірландія          | 1 – 5      | Данія                | Відбір до ЧС 2018                    | -    | 54'       |
| 22-3-2018  | Брондбю        | Данія             | 1 – 0      | Панама               | товариський матч                     | -    | 67'       |
| 27-3-2018  | Ольборг        | Данія             | 0 – 0      | Чилі                 | товариський матч                     | -    |           |
| 2-6-2018   | Стокгольм      | Швеція            | 0 – 0      | Данія                | товариський матч                     | -    |           |
| 9-6-2018   | Брондбю        | Данія             | 2 – 0      | Мексика              | товариський матч                     | -    |           |
| 16-6-2018  | Саранськ       | Перу              | 0 – 1      | Данія                | ЧС 2018 - 1-й етап                   | -    |           |
| 21-6-2018  | Самара         | Данія             | 1 – 1      | Австралія            | ЧС 2018 - 1-й етап                   | -    |           |
| 26-6-2018  | Москва         | Данія             | 0 – 0      | Франція              | ЧС 2018 - 1-й етап                   | -    |           |
| 9-9-2018   | Орхус          | Данія             | 2 – 0      | Уельс                | Ліга націй УЄФА 2018-2019 - 1-й етап | -    |           |
| 13-10-2018 | Дублін         | Ірландія          | 0 – 0      | Данія                | Ліга націй УЄФА 2018-2019 - 1-й етап | -    |           |
| 16-10-2018 | Гернінг        | Данія             | 2 – 0      | Австрія              | товариський матч                     | -    | 90'       |
| 16-11-2018 | Кардіфф        | Уельс             | 1 – 2      | Данія                | Ліга націй УЄФА 2018-2019 - 1-й етап | -    |           |
| 21-3-2019  | Приштина       | Косово            | 2 – 2      | Данія                | товариський матч                     | -    | 46' 90+4' |
| 26-3-2019  | Базель         | Швейцарія         | 3 – 3      | Данія                | Відбір до ЧЄ 2020                    | -    |           |
| 7-6-2019   | Копенгаген     | Данія             | 1 – 1      | Ірландія             | Відбір до ЧЄ 2020                    | -    |           |
| 10-6-2019  | Копенгаген     | Данія             | 5 – 1      | Грузія               | Відбір до ЧЄ 2020                    | -    |           |
| 5-9-2019   | Гібралтар      | Гібралтар         | 0 – 6      | Данія                | Відбір до ЧЄ 2020                    | -    |           |
| 8-9-2019   | Тбілісі        | Грузія            | 0 – 0      | Данія                | Відбір до ЧЄ 2020                    | -    |           |
| 12-10-2019 | Копенгаген     | Данія             | 1 – 0      | Швейцарія            | Відбір до ЧЄ 2020                    | -    | 80'       |
| 15-11-2019 | Копенгаген     | Данія             | 6 – 0      | Гібралтар            | Відбір до ЧЄ 2020                    | -    | 78'       |
| 18-11-2019 | Дублін         | Ірландія          | 1 – 1      | Данія                | Відбір до ЧЄ 2020                    | -    |           |
| 11-11-2020 | Бреннбю        | Данія             | 2 – 0      | Швеція               | товариський матч                     | -    | 46'       |
| 15-11-2020 | Копенгаген     | Данія             | 2 – 1      | Ісландія             | Ліга націй УЄФА 2020-2021 - 1-й етап | -    |           |
| 25-3-2021  | Тель-Авів      | Ізраїль           | 0 – 2      | Данія                | Відбір до ЧС 2022                    | -    | 86'       |
| 28-3-2021  | Гернінг        | Данія             | 8 – 0      | Молдова              | Відбір до ЧС 2022                    | 1    | 77'       |
| 31-3-2021  | Відень         | Австрія           | 0 – 4      | Данія                | Відбір до ЧС 2022                    | -    | 77'       |
| 2-6-2021   | Інсбрук        | Німеччина         | 1 – 1      | Данія                | товариський матч                     | -    | 68'       |
| 6-6-2021   | Бреннбю        | Данія             | 2 – 0      | Боснія і Герцеговина | товариський матч                     | -    |           |
| 12-6-2021  | Копенгаген     | Данія             | 0 – 1      | Фінляндія            | ЧЄ 2020 - 1-й етап                   | -    | 75'       |
| 17-6-2021  | Копенгаген     | Данія             | 1 – 2      | Бельгія              | ЧЄ 2020 - 1-й етап                   | -    | 61'       |
| 21-6-2021  | Копенгаген     | Росія             | 1 – 4      | Данія                | ЧЄ 2020 - 1-й етап                   | -    | 60'       |
| 26-6-2021  | Амстердам      | Уельс             | 0 – 4      | Данія                | ЧЄ 2020 - 1/8 фіналу                 | -    | 77'       |
| 3-7-2021   | Баку           | Чехія             | 1 – 2      | Данія                | ЧЄ 2020 - чвертьфінал                | -    | 71'       |
| 7-7-2021   | Лондон         | Англія            | 2 – 1 д.ч. | Данія                | ЧЄ 2020 - півфінал                   | -    | 67'       |
| 1-9-2021   | Копенгаген     | Данія             | 2 – 0      | Шотландія            | Відбір до ЧС 2022                    | -    | 85'       |
| 4-9-2021   | Торсгавн       | Фарерські острови | 0 – 1      | Данія                | Відбір до ЧС 2022                    | -    |           |
| 7-9-2021   | Копенгаген     | Данія             | 5 – 0      | Ізраїль              | Відбір до ЧС 2022                    | -    | 77'       |
| 12-10-2021 | Копенгаген     | Данія             | 1 – 0      | Австрія              | Відбір до ЧС 2022                    | -    | 77'       |
| 12-11-2021 | Копенгаген     | Данія             | 3 – 1      | Фарерські острови    | Відбір до ЧС 2022                    | -    |           |
| 6-6-2022   | Відень         | Австрія           | 1 – 2      | Данія                | Ліга націй УЄФА 2022-2023 - 1-й етап | 1    | 66'       |
| 13-6-2022  | Копенгаген     | Данія             | 2 – 0      | Австрія              | Ліга націй УЄФА 2022-2023 - 1-й етап | -    | 49'       |
| 23-3-2023  | Копенгаген     | Данія             | 3 – 1      | Фінляндія            | Відбір до ЧЄ 2024                    | -    | 65'       |
| 26-3-2023  | Астана         | Казахстан         | 3 – 2      | Данія                | Відбір до ЧЄ 2024                    | -    | 65'       |
| 16-6-2023  | Копенгаген     | Данія             | 1 – 0      | Північна Ірландія    | Відбір до ЧЄ 2024                    | -    | 73'       |
| 19-6-2023  | Любляна        | Словенія          | 1 – 1      | Данія                | Відбір до ЧЄ 2024                    | -    | 84'       |
| 7-9-2023   | Копенгаген     | Данія             | 4 – 0      | Сан-Марино           | Відбір до ЧЄ 2024                    | -    |           |
| Усього     |                | Матчів            | 54         |                      | Голів                                | 3    |           |

## Досягнення
«Трабзонспор»
- Володар Суперкубка Туреччини: 2022

«Мальме»
- Володар Кубка Швеції: 2023–24[13]
- Чемпіон Швеції: 2024